# Generał – zamach na Gibraltarze
Generał – zamach na Gibraltarze – polski film historyczny z 2009 roku w reżyserii Anny Jadowskiej. Film jest kinową wersją czteroodcinkowego serialu telewizyjnego pt. Generał.

## Fabuła
Film jest subiektywną wizją ostatnich dni życia generała Władysława Sikorskiego i katastrofy w Gibraltarze.

## Obsada
- Krzysztof Pieczyński jako Władysław Sikorski
- Kamilla Baar jako Zofia Leśniowska, córka generała Sikorskiego
- Jerzy Grałek jako gubernator Mason Macfarlane
- Tomasz Borkowski jako porucznik Ludwik Maria Łubieński
- Tomasz Sobczak jako Jan Gralewski
- Marcin Bosak jako Józef Ponikiewski, adiutant Sikorskiego
- Mirosław Haniszewski jako kapitan pilot Eduard Prchal
- Marieta Żukowska jako Alicja Iwańska
- Łukasz Simlat jako Zygmunt Biały
- Paweł Ciołkosz jako Adam Kułakowski
- Ireneusz Czop jako Perry
- Maciej Marczewski jako King
- Michał Grzybowski jako Max
- Wojciech Gdynia jako Czarny
- Piotr Nowak jako Edi
- Marcin Tyrol jako Tom
- Przemysław Bluszcz jako porucznik Jan Różycki
- Gabriela Muskała jako Sally
- Tomasz Piątkowski jako Bob
- Edward Kalisz jako aktor
- Mariusz Drężek jako aktor
- Rafał Kosiński jako aktor
- Wojciech Leonowicz jako aktor
- Piotr Miazga jako major William Herring
- Marcin Adamowicz jako pułkownik Victor Cazalet
- Andrzej Stendel jako generał Tadeusz Klimecki
- Jagoda Stach jako hiszpańska służąca
- Krzysztof Pluskota jako Bolek
- Barbara Kurzaj jako pani Ala
- Adam Ciodyk jako Adaś
- Grzegorz Milczarczyk jako adiutant Majskiego
- Cezary Majdański jako Bronek
- Paweł Tchórzelski jako Franek
- Albert Osik jako mirandczyk
- Łukasz Pruchniewicz jako mirandczyk
- Bartosz Turzyński jako mirandczyk
- Adam Szarek jako żołnierz
- Wiktor Loga-Skarczewski jako żołnierz
- Anna Radwan jako Marcysia Malesa
- Łukasz Szymanek jako mechanik